# ريتشارد س. بانكس
ريتشارد س. بانكس (بالإنجليزية: Richard C. Banks)‏ هو عالم طيور أمريكي، ولد في 19 أبريل 1931 في ستوبنفيل في الولايات المتحدة.